# Polska na Zimowej Uniwersjadzie 2007
Polskę na Zimowej Uniwersjadzie w Turynie reprezentowało 75 zawodników.

## Medale

### Złoto
- Justyna Kowalczyk – biegi narciarskie, sprint
- Justyna Kowalczyk – biegi narciarskie, 5 km
- Justyna Kowalczyk – biegi narciarskie, 2x5 km
- Michał Ligocki – snowboard, halfpipe
- Paulina Ligocka – snowboard, halfpipe
- Katarzyna Wójcicka – łyżwiarstwo szybkie, 1500 m
- Katarzyna Karasińska – narciarstwo alpejskie, slalom

### Srebro
- Katarzyna Wójcicka – łyżwiarstwo szybkie, 3000 m
- Aleksandra Kluś – narciarstwo alpejskie, slalom

### Brąz
- Justyna Kowalczyk, Kornelia Marek, Sylwia Jaśkowiec – biegi narciarskie, sztafeta 3x5 km
- Katarzyna Wójcicka – łyżwiarstwo szybkie, 1000 m
- Sławomir Chmura, Sebastian Druszkiewicz, Konrad Niedźwiedzki – łyżwiarstwo szybkie, bieg drużynowy

## Kadra

### Narciarstwo alpejskie
| Zawodnik             | Uczelnia       | Konkurencja   | Miejsce |
| Maciej Kominko       | (AZS Kraków)   | slalom        | DNF     |
| Maciej Kominko       | (AZS Kraków)   | slalom gigant | 59      |
| Jan Wojtiuk          | (AZS Kraków)   | slalom        | DNF     |
| Jan Wojtiuk          | (AZS Kraków)   | slalom gigant | 38      |
| Wojciech Zagórski    | (AZS Katowice) | slalom        | DNF     |
| Wojciech Zagórski    | (AZS Katowice) | slalom gigant | DNF     |
| Katarzyna Karasińska | (AZS Kraków)   | slalom        | 1       |
| Katarzyna Karasińska | (AZS Kraków)   | slalom gigant | 15      |
| Karolina Klimek      | (AZS Kraków)   | slalom        | 35      |
| Karolina Klimek      | (AZS Kraków)   | slalom gigant | DNF     |
| Aleksandra Kluś      | (AZS Kraków)   | slalom        | 2       |
| Aleksandra Kluś      | (AZS Kraków)   | slalom gigant | 18      |
| Dagmara Krzyżyńska   | (AZS Kraków)   | slalom        | 11      |
| Dagmara Krzyżyńska   | (AZS Kraków)   | slalom gigant | 12      |

### Skoki narciarskie
| Zawodnik                                                 | Uczelnia       | Konkurencja         | Miejsce |
| Krystian Długopolski                                     | (AZS Katowice) | indywidualnie K 125 | 16      |
| Krystian Długopolski                                     | (AZS Katowice) | indywidualnie K 90  | 15      |
| Grzegorz Sobczyk                                         | (AZS Katowice) | indywidualnie K 125 | 50      |
| Grzegorz Sobczyk                                         | (AZS Katowice) | indywidualnie K 90  | 46      |
| Krzysztof Styrczula                                      | (AZS Katowice) | indywidualnie K 125 | 37      |
| Krzysztof Styrczula                                      | (AZS Katowice) | indywidualnie K 90  | 19      |
| Tomisław Tajner                                          | (AZS Katowice) | indywidualnie K 125 | 27      |
| Tomisław Tajner                                          | (AZS Katowice) | indywidualnie K 90  | 23      |
| Krzysztof Styrczula Tomisław Tajner Krystian Długopolski |                | konkurs drużynowy   | 4       |

### Łyżwiarstwo figurowe
| Zawodnik            | Uczelnia       | Konkurencja | Miejsce |
| Mateusz Chruściński | (AZS Katowice) | soliści     | 14      |

### Kombinacja norweska
- Wojciech Cieślar (AZS Katowice)
- Sławomir Hankus (AZS Katowice)
- Adrian Graf (AZS Karkonosze)

### Short track
- Zbigniew Bródka (AZS Opole)
- Adam Filipowicz (AZS Opole)
- Jakub Jaworski (AZS Opole)
- Aida Popiołek (AZS Opole)
- Karolina Regucka (AZS Supraśl)
- Tomasz Wróblewski (Politechnika BIałystok)
- Agnieszka Bawerna (AZS Supraśl)
- Dariusz Kulesza (AZS Supraśl)
- Agnieszka Olechnicka (AZS Białystok)
- Anna Romanowicz (AZS Supraśl)

### Łyżwiarstwo szybkie
- Sławomir Chmura (AZS Warszawa)
- Kamila Danaj (AZS Kraków)
- Sebastian Druszkiewicz (AZS Kraków)
- Marcin Goszczyński (Calgary University)
- Roman Krzeptowski (AZS Kraków)
- Karolina Ksyt (AZS Kraków)
- Robert Kustera (AZS Kraków)
- Konrad Niedżwiedzki (AZS Kraków)
- Piotr Puszkarski (AZS Kraków)
- Katarzyna Wójcicka (AZS Kraków)
- Luiza Złotkowska (AZS Kraków)
- Ewlina Przeworska (AZS Kraków)

### Biegi narciarskie
- Kamila Fundanicz (AZS Katowice)
- Justyna Kowalczyk (AZS Katowice)
- Maciej Kreczmer (AZS Katowice)
- Kornelia Marek (AZS Katowice)
- Aleksandra Prekurat (AZS Katowice)
- Wojciech Biskup (AZS Kraków)
- Mariusz Hluchnik (AZS Katowice)
- Sylwia Jaśkowiec (AZS Katowice)
- Anna Staręga (AZS Katowice)
- Piotr Tkacz (AZS Katowice)

### Biathlon
- Paulina Bobak (AZS Katowice)
- Grzegorz Bodziana (AZS Katowice)
- Magdalena Grzywa (AZS Katowice)
- Stanisław Kępka (AZS Katowice)
- Krystyna Pałka (AZS Katowice)
- Krzysztof Pływaczyk (AZS Wałbrzych)
- Tomasz Puda (AZS Katowice)
- Agnieszka Grzybek (AZS Jelenia Góra)
- Magdalena Gwizdoń (AZS Katowice)
- Patrycja Hojnisz (AZS Katowice)
- Paweł Lasek (AZS Wałbrzych)
- Tiffany Tyrała (AZS Katowice)
- Krzysztof Uklejewicz (AZS Katowice)
- Łukasz Witek (AZS Katowice)

### Snowboard
- Przemysław Buczyński (AZS Kraków)
- Andrzej Gąśienica-Daniel (Wyższa Szkoła Ekonomiczna w Krakowie)
- Michał Goły (AZS Katowice)
- Łukasz Hoły (AZS Kraków)
- Maciej Jodko (Uniwersytet Rzeszowski)
- Małgorzata Kukacz (Uniwersytet Jagielloński)
- Paulina Ligocka (AZS Katowice)
- Michał Ligocki (AZS Katowice)
- Izabela Pająk (Szkoła Teatralna w Łodzi)
- Jan Poniński (AZS Poznań)
- Agnieszka Rusin (AZS Kraków)
- Marcin Szeja (AZS Zywiec)
- Tomasz Tylka (AZS Kraków)
- Dorota Żyła (AZS Katowice)
- Mateusz Ligocki (AZS Kraków)